# Olympische Winterspiele 1976/Teilnehmer (Spanien)
| Gelbes Symbol für Goldmedaillen mit stilisierten Olympischen Ringen | Graues Symbol für Silbermedaillen mit stilisierten Olympischen Ringen | Braundes Symbol für Bronzemedaillen mit stilisierten Olympischen Ringen |
| ------------------------------------------------------------------- | --------------------------------------------------------------------- | ----------------------------------------------------------------------- |
| —                                                                   | —                                                                     | —                                                                       |

Spanien nahm an den Olympischen Winterspielen 1976 im österreichischen Innsbruck mit vier Athleten teil.
Seit 1936 war es die neunte Teilnahme Spaniens bei Olympischen Winterspielen.

## Flaggenträger
Der Skifahrer Francisco Fernández Ochoa trug die Flagge Spaniens während der Eröffnungsfeier im Bergiselstadion.

## Teilnehmer nach Sportarten

### Ski Alpin
Männer
- Francisco Fernández Ochoa
Slalom: 9. Platz – 2:08,35 min
Riesenslalom: 24. Platz – 3:38,12 min
Abfahrt: 35. Platz – 1:51,91 min
- Juan Manuel Fernández Ochoa
Slalom: Ausgeschieden
Riesenslalom: 16. Platz – 3:34,77 min
Abfahrt: 36. Platz – 1:52,40 min
- Jorge García
Slalom: Ausgeschieden
Abfahrt: 42. Platz – 1:53,55 min
- Jaime Ros
Slalom: Ausgeschieden
Riesenslalom: 36. Platz – 3:51,79 min
Abfahrt: 41. Platz – 1:53,50 min